# UU vejledning
|  | Dublet Denne artikel handler om det samme som Ungdommens_Uddannelsesvejledning. (Diskutér artiklen) |

UU Vejledning (Ungdommens Uddannelsesvejledning) vejleder unge om valg af uddannelse og erhverv. UU vejledning tilbydes elever i folkeskolens ældste klasser og frie/private skolers ældste klasser samt alle unge under 25 år, som ikke er i gang med eller har gennemført en ungdomsuddannelse.

## Lov om vejledning
UU vejledningen er funderet i gældende lovgivning om vejledning; Bekendtgørelse af lov om vejledning om uddannelse og erhverv samt pligt til uddannelse, beskæftigelse m.v.
Den lovmæssige målsætning for UU vejledning lyder:
- Paragraf 1 Vejledningen efter denne lov skal bidrage til, at valg af uddannelse og erhverv bliver til størst mulig gavn for den enkelte og for samfundet, herunder at alle unge gennemfører en erhvervskompetencegivende uddannelse.
- Stk.2. Vejledningen skal i særlig grad målrettes unge, som uden en særlig vejledningsindsats har eller vil få vanskeligheder ved at vælge, påbegynde eller gennemføre en uddannelse eller vælge et erhverv.
- Stk. 3. Vejledningen skal inddrage såvel den enkeltes interesser og personlige forudsætninger, herunder uformelle kompetencer og hidtidige uddannelses- og beskæftigelsesforløb, som det forventede behov for uddannet arbejdskraft og selvstændige erhvervsdrivende.
- Stk.4. Vejledningen skal bidrage til, at frafald fra og omvalg i uddannelserne begrænses mest muligt, og at den enkelte elev eller studerende fuldfører den valgte uddannelse med størst muligt fagligt og personligt udbytte.
- Stk. 5. Vejledningen skal endvidere bidrage til, at den enkelte selv kan søge og anvende informationer, herunder it-baserede informations- og vejledningstilbud, om uddannelse, uddannelsesinstitutioner og fremtidig beskæftigelse.
- Stk. 6. Vejledningen skal gives således, at der for den enkelte sikres sammenhæng og progression i vejledningsindsatsen.
- Paragraf 2. Vejledningen efter denne lov skal være uafhængig af sektor- og institutionsinteresser.
- Stk. 2. Vejledningen skal varetages af personer, der har en uddannelses- og erhvervsvejlederuddannelse, som er godkendt af Undervisningsministeriet, eller som kan dokumentere et tilsvarende vejledningsfagligt kompetenceniveau.
- Stk. 3. Undervisningsministeren fastsætter regler om forhold omfattet af stk. 2.

## Forankring
UU vejledningen er typisk forankret i UU centre, i nogen tilfælde som del af eller sammen med ungeenheder eller jobcentre. UU er de fleste steder oprettet som et samarbejde mellem flere kommuner. Se oversigt over UU centre i Danmark Arkiveret 4. februar 2015 hos  Wayback Machine

## Profession
UU Vejledning udføres af UU vejledere med enten Diplomuddannelsen i uddannelses-, erhvervs- og karrierevejledning eller Master i vejledning 

## Vejledningsfaglige organisationer
Hovedparten af UU centre i Danmark er organiseret under UU DANMARK , et fælles sekretariat for landets UU centre. UU DANMARK skiftede i 2013 navn fra UUUC (Ungommens Uddannelsesvejlednings Udviklingscenter) til UU DANMARK. Herudover er mange UU vejledere medlem af Danmarks Vejlederforening

## Det danske vejledningssystem
UU vejledningen er et af flere vejledningstilbud i Danmark. Andre vejledningsinstanser findes ved eVejledning, Studievalg, jobcentre, frie grundskoler, ungdomsskoler, efterskoler, produktionsskoler, erhvervsakademier, professionshøjskoler og universiteter.